# جلال فاطمی
جلال فاطمی (زادهٔ ۱۳۳۶) کارگردان و بازیگر ایرانی است. فاطمی دانش‌آموختهٔ رشته فیلم و پویانمایی از مؤسسهٔ هنرهای کالیفرنیا است.

## زندگی‌نامه
جلال فاطمی فرزند جواد فاطمی و پریدخت سپهری نویسنده و خواهر زاده شاعر و نقاش نامدار ایرانی سهراب سپهری است. او سه خواهر و یک برادر دارد. از کودکی شیفته نقاشی و فیلم بوده‌است. در سال ۱۳۵۴ برای ادامه تحصیل عازم آمریکا می‌شود. او دوره دبیرستان را در سالت لیک سیتی در ایالت یوتا به پایان رساند. او فارغ‌التحصیل رشته فیلم و پویانمایی از دانشگاه کل آرتس یا مؤسسه هنرهای کالیفرنیا است که بنیانگذار آن والت دیزنی است.

## کارنامه هنری
حاصل پانزده سال کار فاطمی در هالیوود، مونتاژ ده‌ها فیلم تلویزیونی، ساخت حدود صد و شصت فیلم تبلیغاتی، هفده فیلم کوتاه و مستند، بیش از چهل کلیپ موسیقی و یک تله فیلم سینمایی با نام نوزاد اتمی The Nuclear Baby است که نامزد بهترین فیلم و بهترین مونتاژ تلویزیونی از جشنواره هیوستون در سال ۱۹۹۰ میلادی شد. فاطمی در اوایل سال‌های هفتاد خورشیدی با ایده ساخت فیلم و تبلیغات تلویزیونی به ایران آمد. یک سال بعد، شرکت رسانه پویا توسط او، جعفر فاطمی و جمشید اردلان تأسیس شد و در مدتی کوتاه به جرگه موفقترین شرکت‌های تبلیغاتی و خدمات دیجیتالی سینمای ایران پیوست. فاطمی در سال ۱۳۸۴ با فیلم بالابلند کار در سینمای ایران را آغاز کرد.

## فیلم‌شناسی
| عنوان                                    | سال انتشار | سِمَت                           |
| ---------------------------------------- | ---------- | ----------------------------- |
| بی وزنی                                  | ۱۳۹۸       | بازیگر                        |
| درساژ                                    | ۱۳۹۷       | بازیگر                        |
| بیست و یک روز بعد                        | ۱۳۹۵       | بازیگر                        |
| روباه                                    | ۱۳۹۳       | بازیگر                        |
| خسته نباشید!                             | ۱۳۹۱       | بازیگر                        |
| بچگیتو فراموش نکن                        | ۱۳۹۰       | کارگردان                      |
| نخودی                                    | ۱۳۸۹       | نویسنده، کارگردان             |
| بالابلند (تله فیلم)                      | ۱۳۸۴       | کارگردان                      |
| نوزاد اتمی (تله فیلم) - The Nuclear Baby | ۱۳۶۹       | نویسنده، کارگردان و تهیه‌کننده |

## تلویزیون
1. پازل (ابراهیم شیبانی، ۱۳۹۳)
2. تاریکی شب، روشنایی روز (حجت قاسم‌زاده اصل، ۱۳۹۷)
3. دیوار به دیوار (سامان مقدم، ۱۳۹۷)
4. ترور خاموش (احمد معظمی، ۱۳۹۸)
5. ملکاوان (احمد معظمی، ۱۳۹۸)
6. هم‌سایه (محمدحسین غضنفری، ۱۴۰۰)

## نمایش خانگی
1. خون‌سرد (امیرحسین ترابی، ۱۴۰۱)